# Gwalior (Staat)
Der Staat Gwalior war ein Fürstenstaat in Britisch-Indien, der sich 1948, ein Jahr nach dem Ende der britischen Kolonialherrschaft der indischen Union anschloss.

## Geschichte
Gwalior war einer der Fürstenstaaten der Marathen in der Region Malwa in Zentralindien, die der Peshwa von Pune 1724 dem Reich des Großmoguls von Delhi entriss. Der Marathengeneral Ranoji Sindhia (Scindia) wurde zum Vizekönig dieser Region ernannt und begründete die Sindhia-Dynastie. 1731 machte er Ujjain zu seiner Hauptstadt. Sein Sohn Jayapa (1745–59) eroberte 1751 die Festung Gwalior. Nach der Niederlage des Peshwa in der Schlacht von Panipat 1761 zerfiel das Marathenreich und die Generale gründeten faktisch unabhängige Fürstenstaaten. Mahadji Sindhia (1761–94) wurde durch weitere Eroberungen der eigentliche Begründer des Sindhia-Staates mit der Hauptstadt Gwalior (mit Unterbrechungen seit 1766). Er wurde zum mächtigsten Fürsten in Nordindien. 1792 war er sogar so mächtig, den aus Delhi vertrieben Mogulkaiser Shah Alam II. wieder auf den Thron zu setzen. Sein Nachfolger Daulatrao Sindhia (1794–1827) war weniger glücklich. Im Zweiten Marathenkrieg musste er sich den Briten unterwerfen und im Frieden von Sarji Anjangaon 1803 gegen Anerkennung seines Staates unter britischem Schutz (Oberherrschaft, englisch als Princely State bezeichnet) alle Eroberungen Gwaliors in Gujarat und zwischen Jamuna und Ganges abtreten.
Bis zum Jahr 1893 prägte Gwalior eigene Münzen. Danach wurden bis 1899 alle alten Münzen eingezogen, und nur noch die britisch-indische Rupie hatte als Zahlungsmittel Gültigkeit. Zum Zweck der Steuereintreibung war der Staat zuletzt in 11 Distrikte eingeteilt, denen jeweils ein Suba vorstand.
1921 wurden 43 Zwergstaaten, die als tributzahlende Vasallen seit dem 19. Jahrhundert als selbständig gegolten hatte, wieder eingegliedert. Gwalior hatte 1941 eine Fläche von 67.400 km² und 4 Millionen Einwohner. Der Sindhia-Staat vollzog am 15. Juni 1948 den Anschluss an Indien und trat am 16. Juni der Fürstenunion Madhya Bharat bei, dessen Rajpramukh (Staatsoberhaupt) der Maharadscha George Jivajirao Scindia wurde (siehe Geschichte Indiens). Am 1. November 1956 wurden alle Fürstenstaaten der Union aufgelöst und dem Bundesstaat Madhya Pradesh einverleibt.
Gwalior hatte 1885–1950 eine eigene Staatspost. Da Gwalior mit der britisch-indischen Post eine Konvention abgeschlossen hatte, verwendete man die Briefmarken Britisch-Indiens mit dem Aufdruck des Landesnamens.

## Ergebnisse der Volkszählung 1931
Nach der Volkszählung 1931 hatte der Staat 3.523.070 Einwohner (1.867.031 männlich, 1.656.039 weiblich). Die Bevölkerungsdichte lag damit bei 134/km². 141.342 Personen (4 % – bezogen auf die Gesamtbevölkerung, d. h. ab 0 Jahren) konnten lesen und schreiben (6,7 % der männlichen und 0,9 % der weiblichen Bevölkerung). Es wurden 43 städtische Siedlungen (395.309 Einwohner) und 10.852 Dörfer (3.127.761 Einwohner) gezählt. Der Urbanisierungsgrad betrug damit 11,2 %. 3.271.576 (92,9 %) Einwohner waren Hindus, 204.297 Muslime (5,8 %) und 47.197 (1,3 %) Anhänger anderer Religionen. Die Verteilung der Sprachen war die folgende.
| Sprache          | Zahl der Sprecher |
| ---------------- | ----------------- |
| Westliches Hindi | 2.298.274         |
| Urdu             | 0.047.052         |
| Rajasthani       | 0.960.976         |
| Bhil-Dialekte    | 0.075.469         |
| Östliches Hindi  | 0.07.707          |
| Gujarati         | 0.028.661         |
| Marathi          | 0.021.535         |
| Bengalisch       | 0.0242            |
| Panjabi          | 0.03.310          |
| Tamil            | 0.0279            |
| Telugu           | 0.070             |
| Andere           | 0.0689            |